# Lepidochrysops ignota
Lepidochrysops ignota är en fjärilsart som beskrevs av Henry Trimen 1887. Lepidochrysops ignota ingår i släktet Lepidochrysops och familjen juvelvingar. Inga underarter finns listade i Catalogue of Life.